# Helge Vammen
Helge Vammen (født  21. juli 1986) er en dansk gymnast, der er medlem af Vejlby IK Gymnastik. Han har blandt andet vundet over 60 medaljer ved Nordeuropæiske- og Nordiske Mesterskaber og vundet 47 DM-titler. Han har desuden deltaget ved VM 7 gange og EM 13 gange, hvor han to gange har været i finalen. Helge Vammen er tre gange blevet kåret som årets idrætsudøver i Aarhus. 
Han deltog i sæson 11 af Vild med dans i 2014, hvor han dansede med Sofie Kruuse. Udover Vild med dans har han medvirket i Sportsquizzen, indslag på DR Sporten og TV2Sport, portrætprogrammer og reklamer. Helge Vammen er uddannet cand.ling.merc i virksomhedskommunikation fra Aarhus Universitet og er også tilknyttet Danmarks Radio som ekspertkommentator.